# Seznam manželek panovníků Finska
Seznam manželek panovníků Finska uvádí v chronologickém pořadí přehled manželek finských panovníků, které nosily nejprve titul finských vévodkyň, později finských velkovévodkyň a poté finských velkokněžen.

## Finské vévodkyně
| Portrét | Jméno                       | Dynastie                      | Narození         | Svatba        | Vévodkyní od  | Vévodkyní do            | Úmrtí         | Manžel              |
| ------- | --------------------------- | ----------------------------- | ---------------- | ------------- | ------------- | ----------------------- | ------------- | ------------------- |
|         | Kristina Torgilsdotter      | Torkel Knutsson               | -                | 1302          | 1302          | 9. prosinec 1305 rozvod | -             | Valdemar Magnusson  |
|         | Ingeborg Eriksdottir Norská | Erik II. Norský (Ynglingové)  | 1297             | 29. září 1312 | 29. září 1312 | 16. únor 1318           | 1353-7        | Valdemar Magnusson  |
|         | Ingeborg Ulvsdotter z Tofty | Ulf Abjörnsson                | -                | -             | 1353          | 1356                    | -             | Benedikt z Hallandu |
|         | Kateřina Jagellonská        | Zikmund I. Starý (Jagellonci) | 1. listopad 1526 | 4. říjen 1562 | 4. říjen 1562 | 1563                    | 16. září 1583 | Jan III. Švédský    |

## Finské velkovévodkyně

### Vasovci
| Portrét | Jméno                                        | Dynastie                        | Narození          | Svatba            | Od                | Do                | Úmrtí             | Manžel            |
| ------- | -------------------------------------------- | ------------------------------- | ----------------- | ----------------- | ----------------- | ----------------- | ----------------- | ----------------- |
|         | Kateřina Jagellonská                         | Zikmund I. Starý (Jagellonci)   | 1. listopad 1526  | 4. říjen 1562     | 1580-             | 16. září 1583     | 16. září 1583     | Jan III. Švédský  |
|         | Gunilla Bielke                               | Bielke                          | 25. červen 1568   | 15. únor 1585     | 15. únor 1585     | 17. listopad 1592 | 19. červenec 1597 | Jan III. Švédský  |
|         | Anna Habsburská                              | Karel II. Štýrský (Habsburkové) | 16. srpen 1573    | 31. květen 1592   | 17. listopad 1592 | 10. únor 1598     | 10. únor 1598     | Zikmund III. Vasa |
|         | Kristina Holštýnsko-Gottorpská královna Finů | Holštýnsko-Gottorpská           | 13. duben 1573    | 8. červenec 1592  | 22. březen 1604   | 30. říjen 1611    | 8. prosinec 1625  | Karel IX. Švédský |
|         | Marie Eleonora Braniborská                   | Hohenzollernové                 | 11. listopad 1599 | 25. listopad 1620 | 25. listopad 1620 | 6. listopad 1632  | 28. březen 1655   | Gustav II. Adolf  |

### Wittelsbachové– Falc-Zweibrücken
| Portrét | Jméno                                  | Dynastie                            | Narození       | Svatba         | Od             | Do                | Úmrtí             | Manžel          |
| ------- | -------------------------------------- | ----------------------------------- | -------------- | -------------- | -------------- | ----------------- | ----------------- | --------------- |
|         | Hedvika Eleonora Holštýnsko-Gottorpská | Holštýnsko-Gottorpská               | 23. říjen 1636 | 24. říjen 1654 | 24. říjen 1654 | 13. únor 1660     | 24. listopad 1715 | Karel X. Gustav |
|         | Ulrika Eleonora Dánská                 | Frederik III. Dánský (Oldenburgové) | 11. září 1656  | 6. květen 1680 | 6. květen 1680 | 26. červenec 1693 | 26. červenec 1693 | Karel XI.       |

Titul se přestal používat

### Dynastie Holstein‑Gottorp‑Romanov
| Portrét | Jméno                      | Dynastie                              | Narození          | Svatba            | Velkovévodkyní od | Velkovévodkyní do                           | Úmrtí             | Manžel                     |
| ------- | -------------------------- | ------------------------------------- | ----------------- | ----------------- | ----------------- | ------------------------------------------- | ----------------- | -------------------------- |
|         | Luisa Bádenská             | Bádenská dynastie                     | 24. leden 1779    | 28. září 1793     | 29. březen 1809   | 1. prosinec 1825                            | 16. květen 1826   | Alexandr I. Pavlovič       |
|         | Šarlota Pruská             | Fridrich Vilém III. (Hohenzollernové) | 13. červenec 1798 | 13. červenec 1817 | 1. prosinec 1825  | 2. březen 1855                              | 1. listopad 1860  | Mikuláš I. Pavlovič        |
|         | Marie Alexandrovna         | Hesensko-Darmstadtští                 | 8. srpen 1824     | 16. duben 1841    | 2. březen 1855<   | 8. červen 1880                              | 8. červen 1880    | Alexandr II. Nikolajevič   |
|         | Marie Sofie Dánská         | Kristián IX. (Glücksburkové)          | 26. listopad 1847 | 9. listopad 1866  | 13. březen 1881   | 1. listopad 1894                            | 13. říjen 1928    | Alexandr III. Alexandrovič |
|         | Alix Hesensko-Darmstadtská | Hesensko-Darmstadtští                 | 6. červen 1872    | 13. červenec 1817 | 1. listopad 1894  | 15. březen 1917 bolševická revoluce v Rusku | 17. červenec 1918 | Mikuláš II. Alexandrovič   |

## Finské království
| Portrét | Jméno          | Dynastie                               | Narození       | Svatba         | Královnou od  | Královnou do                            | Úmrtí          | Manžel                  |
| ------- | -------------- | -------------------------------------- | -------------- | -------------- | ------------- | --------------------------------------- | -------------- | ----------------------- |
|         | Markéta Pruská | Fridrich III. Pruský (Hohenzollernové) | 22. duben 1872 | 25. leden 1893 | 9. říjen 1918 | 14. prosinec 1918 manžel se vzdal trůnu | 22. leden 1954 | Fridrich Karel Hesenský |